# TV-teater i Sverige – Spelåret 1961/62

## Spelåret 1961/62. Den fjärde TV-teaterensemblen
|  | Ensemblens medlemmar Närmast kameran: Björn Gustafson Första raden från vänster: Helena Brodin, Keve Hjelm, Olof Widgren, Monica Nielsen och TV-teaterchefen Henrik Dyfverman Andra raden: Ola Svensson, Margaretha Krook, Halvar Björk, Carl Billquist, Jan Erik Lindqvist, regissören Hans Dahlin, Lars Lind, regissören Bengt Lagerkvist och Åke Grönberg. På bilden saknas: Berta Hall, Birgitta Valberg, Erik Berglund och Torsten Lilliecrona. |

| Titel                          | Datum      | Manus                                   | Regissör                      | I rollerna (urval)                           | Övrigt                                                                  |
| ------------------------------ | ---------- | --------------------------------------- | ----------------------------- | -------------------------------------------- | ----------------------------------------------------------------------- |
| Mr Ernest                      | 1961-09-01 | Oscar Wilde                             | Hans Dahlin                   | Björn Gustafson, Lars Lind m.fl.             | Komedi. Orig:titel: The importance of being Earnest                     |
| Slaget om Dick                 | 1961-09-15 | Lars Helgesson                          | Hans Abramson                 | Gunnel Broström, Ulla Sjöblom m.fl.          | TV-pjäs                                                                 |
| Den gamle skådespelaren        | 1961-09-16 |                                         |                               | Edvin Adolphson                              | Monolog inför 150-årsminnet av August Blanches födelse                  |
| Den elaka drottningen          | 1961-09-22 | Birgit Cullberg                         | Musik: Dag Wirén              | Frank Schaufuss, Marianne Orlando m.fl.      | En balett för TV kring sagan Snövit                                     |
| Syskon                         | 1961-10-06 | H. C. Branner                           | Hans Abramson                 | Ulf Johanson, Ingrid Thulin m.fl.            | Pjäs. Orig:titel: Søsken                                                |
| Det låter som ett hjärta       | 1961-10-13 | Per-Erik Rundquist                      | Åke Falck                     | Irma Christenson, Georg Rydeberg m.fl.       | TV-pjäs                                                                 |
| Bohème                         | 1961-10-27 | Giacomo Puccini                         | Göran Gentele                 | Christina Gorne, Uno Stjernqvist m.fl.       | Opera                                                                   |
| Medbrottslingarna              | 1961-11-01 | Malcolm Hulke och Eric Paice            | Yngve Nordwall                | Bengt Brunskog, Olof Bergström m.fl.         | Kriminalpjäs. Orig:titel: The criminals                                 |
| Gäst hos verkligheten          | 1961-11-05 | Pär Lagerkvist                          | Bengt Lagerkvist              | John Elfström, Sif Ruud m.fl.                |                                                                         |
| En handelsresandes död         | 1961-11-10 | Arthur Miller                           | Hans Abramson                 | Kolbjörn Knudsen, Birgitta Valberg m.fl.     | Pjäs. Orig:titel: Death of a salesman                                   |
| Lek ej med kärleken            | 1961-11-17 | Alfred de Musset                        | Bengt Lagerkvist              | Georg Rydeberg, Carl Billquist m.fl.         | Komedi. Orig:titel: On ne badine pas avec l'amour                       |
| Kardinalernas middag           | 1961-11-30 | Júlio Dantas                            | Gustaf Molander               | Ernst Eklund, Åke Claesson m.fl.             | Orig:titel: A ceia dos cardeais                                         |
| Samtal önskas                  | 1961-12-08 | Tage Aurell                             | Bengt Lagerkvist              | Åke Grönberg                                 | Monolog                                                                 |
| Symfoni i C                    | 1961-12-17 | George Balanchine                       | Koreografi: George Balanchine | Kari Sylwan, Verner Klavsen m.fl.            | Balett. Musik: Georges Bizet                                            |
| Utan fast bostad               | 1961-12-22 | Clive Exton                             | Keve Hjelm                    | Erik Berglund, Olof Widgren m.fl.            | TV-pjäs. Orig:titel: No fixed abode                                     |
| Ljuva ungdomstid               | 1961-12-26 | Eugene O'Neill                          | Hans Abramson                 | Jan Erik Lindqvist, Birgitta Valberg m.fl.   | Komedi. Orig:titel: Ah, wilderness                                      |
| Blue rondo                     | 1961-12-27 | Walter Nicks                            |                               | Viveka Ljung, Konstanze Vernon m.fl.         | Jazz, balett och sketcher                                               |
| Soldaten och kvinnan           | 1961-12-28 | Elaine Morgan                           | Keve Hjelm                    | Kristina Adolphson, Keve Hjelm m.fl.         | TV-pjäs. Orig:titel: The soldier and the woman                          |
| Jag äter middag hos min mor    | 1961-12-31 | Adrien Decourcelle och Lambert Thiboust | Håkan Ersgård                 | Ulla Sallert, Curt Masreliez m.fl.           | Komedi. Musik: William Lind                                             |
| Stolarna                       | 1962-01-12 | Eugène Ionescu                          | Yngve Nordwall                | Ulla Sjöblom, Allan Edwall m.fl.             | Tragisk fars. Orig:titel: Las chaises                                   |
| Välkomstmiddag                 | 1962-01-26 | Birgit Linton-Malmfors                  | Jan Molander                  | Isa Quensel, Olof Widgren m.fl.              | TV-pjäs                                                                 |
| Dödens arlekin                 | 1962-02-09 | Hjalmar Bergman                         | Bengt Ekerot                  | Birger Malmsten, Kristina Adolphson m.fl.    | Spel                                                                    |
| Arvtagerskan                   | 1962-02-16 | Ruth Goetz och Augustus Goetz           | Josef Halfen                  | Ulf Johanson, Ulla Sjöblom m.fl.             | Pjäs efter Henry James roman Washington Square. Orig:titel: The heiress |
| Sex roller söker en författare | 1962-02-23 | Luigi Pirandello                        | Bengt Lagerkvist              | Olof Widgren, Margaretha Krook m.fl.         | Pjäs. Orig:titel: Sei personaggi in cerca d'autore                      |
| Krigsmans erinran              | 1962-03-09 | Herbert Grevenius                       | Willy Peters                  | Åke Grönberg, Margaretha Krook m.fl.         | Ett lördagsdrama                                                        |
| Paria                          | 1962-03-16 | August Strindberg                       | Hans Abramson                 | Keve Hjelm, Olof Widgren m.fl.               | Scen                                                                    |
| Leocadia                       | 1962-03-23 | Jean Anouilh                            | Bengt Lagerkvist              | Helena Brodin, Carl Billquist m.fl.          | Komedi. Orig:titel: Léocadia                                            |
| Vintergatan                    | 1962-04-06 | Karl Wittlinger                         | Staffan Aspelin               | Ernst-Hugo Järegård, Jan-Olof Strandberg     | Komedi. Orig:titel: Kennen Sie die Milchstrasse                         |
| Den lilla ängeln               | 1962-04-23 | Claude-André Puget                      | Åke Falck                     | Ingvar Kjellson, Bengt Blomgren m.fl.        | Komedi. Orig:titel: Un petit ange de rien du tout                       |
| Tre skall man vara             | 1962-05-01 | Jens Locher                             | Bengt Lagerkvist              | Lars Lind, Mona Malm m.fl.                   | Komedi. Orig:titel: Tre maa man være                                    |
| Dödsdansen                     | 1962-05-11 | August Strindberg                       | Keve Hjelm                    | Edvin Adolphson, Berta Hall m.fl.            |                                                                         |
| Valborgsafton i Fagervik       | 1962-05-14 | August Strindberg                       | Jan Hemmel                    | Gustaf Färingborg, Oscar Ljung m.fl.         | Scen                                                                    |
| Ett svårt fall                 | 1962-05-25 | John Mortimer                           | Håkan Ersgård                 | Oscar Ljung, Rune Turesson m.fl.             | Orig-titel: The dock brief                                              |
| På jakt efter lyckan           | 1962-06-01 | Viktor Rozov                            | Lennart Olsson                | Barbro Hiort af Ornäs, Birger Malmsten m.fl. | Orig:titel: В поисках радости                                           |